# Attila Juhász
Attila Juhász (* 20. července 1972) je bývalý maďarský sportovní šermíř, který se specializoval na šerm fleretem. Maďarsko reprezentoval v devadesátých letech a v prvním desetiletí jednadvacátého století. V roce 2001 obsadil třetí místo na mistrovství Evropy v soutěži jednotlivců. S maďarským družstvem fleretistů obsadil na mistrovství Evropy 2003 druhé místo.